# Famille Dourassov
La famille Dourassov (Дурасов) est une ancienne famille princière de l'aristocratie russe qui a donné de nombreux officiers à l'Empire russe. Ses origines lointaines remontent à la Pologne. Cette famille ne doit pas être confondue avec la famille Doubassov.

## Histoire

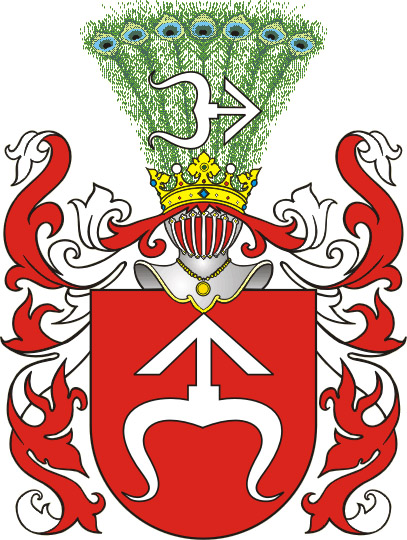
Armes des Dourassov

La famille Dourassov fait remonter ses origines à la Maison capétienne d'Anjou-Sicile, bien que certains historiens estiment que la famille Durazzo, dont elle est issue, se soit éteinte. La famille fait officialiser sa généalogie en 1911 par la couronne d'Espagne en 1911 qui lui donne le titre de duc de Durazzo, ce qui est confirmé par un oukaze de Nicolas II de Russie en 1916.
L'ancêtre certain en tout cas des Dourassov est un membre de la noblesse polonaise, Ivan Dimitrievich Dourassov, se réclamant descendant des Durazzo, qui s'installe sous le règne d'Ivan III de Pologne à Moscou en 1482. Ses descendants sont inscrits dans les registres de la noblesse des gouvernements d'Orenbourg, de Riazan, de Samara, de Saint-Pétersbourg et de Tambov. Leur nécropole familiale se trouve au monastère Saint-Simon, mais les tombes, comme celles d'autres membres de familles aristocratiques enterrés en ce lieu, ont été détruites par les bolchéviques dans les années 1930.

## Personnalités
- Semion Vassilievitch Dourassov, emprisonné par Ivan le Terrible en 1570
- Nikolaï Fiodorovitch Dourassov (1729-1782), conseiller secret actuel, président du conseil supérieur de magistrature sous le règne de Catherine II
- Dimitri Nikolaïevitch Dourassov (1750-1832), major-général d'artillerie
- Stéfanide Alexeïevna Dourassova, épouse en 1821 le comte Fiodor Andreïevitch Tolstoï (1758-1849)
- Nikolaï Alexeïevitch Dourassov (1760-1818), brigadier (grade intermédiaire entre colonel et major-général), conseiller d'État actuel, propriétaire de domaine de Lioublino, proche de Paul Ier, sans enfant
- Agrafine Alexeïevna Dourassova (1775-1835), sœur de précédent, héritière de Lioublino, épouse son cousin le général-prince Mikhaïl Zinovievitch Dourassov (1772-1828). Leur fille Agrippine épouse le général Alexandre Alexandrovitch Pissarev (1780-1848), propriétaire du domaine de Bolchie-Gorki.
- Yegor Alexandrovitch Dourassov (1762-1847), gouverneur civil de Moscou de 1817 à 1823
- Alexandre Alexandrovitch Dourassov (1779-1848), vice-amiral
- Fiodor Alexeïevitch Dourassov (1786-1855), capitaine, conseiller secret, sénateur
- Piotr Fiodorovitch Dourassov, maître de cérémonies à la cour impériale

## Illustrations
Anciennes propriétés, domaines et hôtels particuliers des princes Dourassov

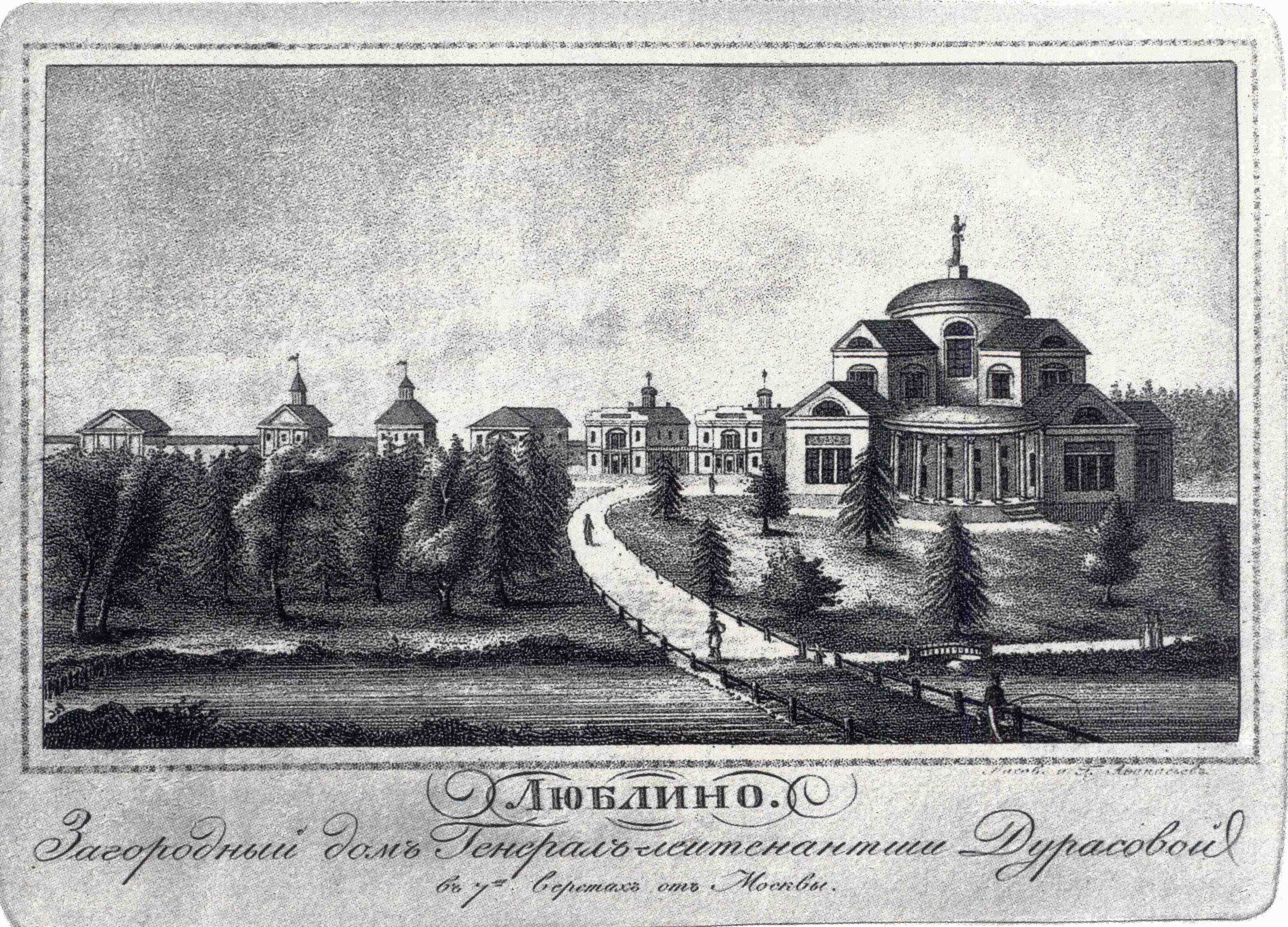
Château de Lioublino, près de Moscou
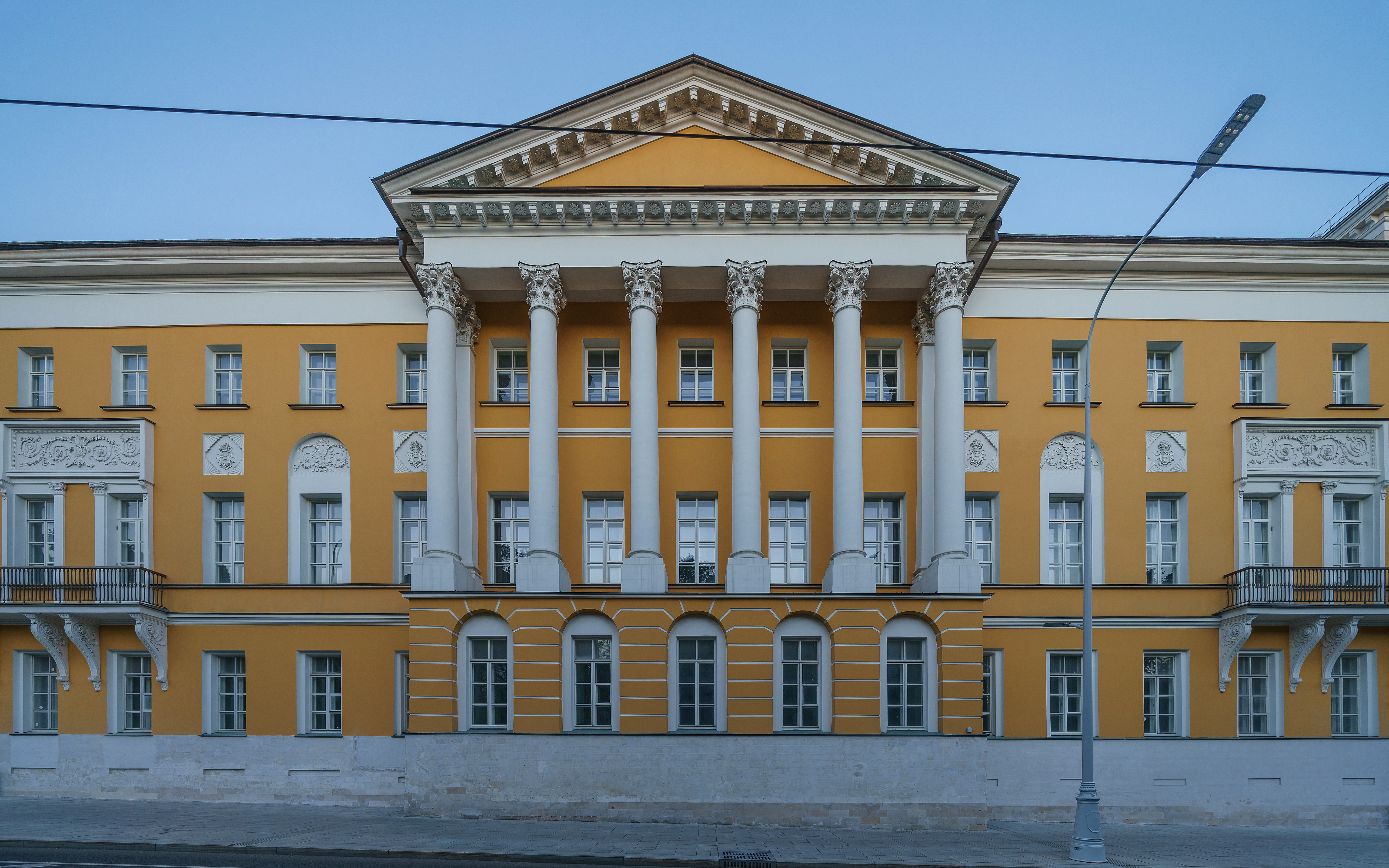
Hôtel particulier des Dourassov, 11 boulevard Pokrovsky à Moscou